# Liste der Monuments historiques in Mortiers (Charente-Maritime)
Die Liste der Monuments historiques in Mortiers (Charente-Maritime) führt die Monuments historiques in der französischen Gemeinde Mortiers auf.

## Liste der Bauwerke
| Bezeichnung      | Beschreibung              | Standort | Kennzeichnung | Schutzstatus | Datum | Bild           |
| ---------------- | ------------------------- | -------- | ------------- | ------------ | ----- | -------------- |
| Kirche St-Martin | Erbaut im 12. Jahrhundert | (Lage)   | PA17000026    | Inscrit      | 2000  | weitere Bilder |

## Liste der Objekte
- Monuments historiques (Objekte) in Mortiers (Charente-Maritime) in der Base Palissy des französischen Kultusministeriums